# Kereskedelmi Szövetség
A Kereskedelmi Szövetség egy szervezet a Csillagok háborúja univerzumában. Nagyméretű, komoly erőforrásokkal rendelkező vállalatkonglomerátum volt, amely bányászati, szállítási, kereskedelmi célok hatékonyabb elérésének szándékával egyesült több kisebb szervezetből YE 350 előtt. Pénzzel és fegyverekkel ellenőrzést szerzett a Galaxis legtöbb kereskedelmi hiperűrútja felett. A Régi Köztársaság idejének végére kiterjesztette befolyását a köztársaság gazdasági és politikai életére, több száz bolygórendszert tartva a befolyása alatt. Ekkor már hosszú idők óta mohó és immorális szervezetnek tartották szerte a Galaxisban, ami veszélyt jelent a békére és szabadságra. A Szövetség vezetése titokban támogatta a Független Rendszerek Konföderációját és az általa kirobbantott galaktikus polgárháborút (klónháborúk). A Birodalom korának legelején az Uralkodó felszámolta.

## Ismert fajok a Szövetségben
- neimoidiaiak (alapítók)
- emberek (Kuat, Enarc, Balmorra, Filve)
- sullustiak
- granok
- caariták (alapítók)
- filordik (alapítók)

## Története

### Felemelkedése
A Kereskedelmi Szövetség  megalakulása békés körülmények között történt. A szervezet erejéhez hozzájárultak az alapító fajok szülővilágainak erőforrásai, és számtalan gazdag lakatlan világot is gyarmatosítottak, melyek nyersanyagait kitermelték és eladták. A Köztársaság végének idejére azonban a lakott világok leigázásától sem riadtak vissza, noha ezt mindig óvatosan és ravaszul csinálták, mert a Szövetség alapító fajai többnyire gyávák és harciatlanok voltak, csak a katonailag gyenge világokat támadták meg.
A szállítóhajók sokszor váltak kalóztámadások célpontjává, ezért a Szövetség vezetése elérte, hogy a Köztársaság fegyveres erői segítsék az ilyen konfliktusokban. Emellett megkezdődött a szövetségi hajók önálló gyártású fegyverekkel és katonasággal való felszerelése. A Szövetség tulajdont vagy befolyást szerzett több katonai gyár felett is, legfontosabb a Baktoid Fegyvergyár, amelynek irányításába a Klónháborúk idején bevonták a nagy fegyvergyártási tapasztalatokkal rendelkező Techno Unió főtisztviselőit is.
A Szövetség önálló haderejének (amely főleg harci droidokból és távirányítású automatákból, valamint hadicélokra alkalmassá tett űrhajókból állt) kiépítése jórészt titokban történt. A nyitott szeműek előtt természetesen nem maradhatott sokáig titokban a létezése, de mikor a naboo-i konfliktus alatt kiderült, hogy ez a haderő valójában mekkora, az mindenkit sokkolt, aki nem tartozott a Szövetség pénzelte politikusok közé.
A Szövetség vezetésében, a Végrehajtó Vezérigazgatóságban Y.E. 33 körül az alapítók közé tartozó neimoidiaiak uralkodó befolyást szereztek, miután egy eriadui konferencián, amelyen Nute Gunray is részt vett, a biztonsági droidok meghibásodtak és Gunray (és Lott Dod) kivételével (akiket elhívtak valahová közvetlenül a lövöldözés előtt) az összes tagot lelőtték. Gunray a megölt vezetőket saját neimoidiai ismerőseivel pótolta. Az eseményt mindenki merényletnek gondolta, de azt senki sem hitte, hogy Gunray áll mögötte, hanem a magát Nebula Frontnak nevező nagyvállalatellenes terrorszervezetnek tulajdonították. Lehetséges, hogy az értelmi szerző valóban nem Gunray volt: a droidok ugyanis Sidioustól származtak.
Neimoidián volta ellenére Gunray meglehetősen agresszív és harcias külpolitikát folytatott egészen bukásáig. A Szövetség – még régebben – képviselői helyet harcolt ki magának a Szenátusban (a Klónháborúk idején Lott Dod volt a képviselőjük), mintha egy önálló űrszektor lenne (a neimoidiai övezet bolygóinak ugyanis voltak saját képviselőik is: Mik Regrap és Norden Berdanges), és számos más szenátor támogatását megvásárolta, akik intenzíven lobbiztak a szervezet érdekeiért (a filmek cselekménye alapján a szóba jöhetnek, mint megvásárolt szenátorok: a malastare-i Aks Moe, illetve Mas Amedda). Kapcsolatokat épített ki továbbá a hasonló és más galaktikus területeket befolyás alatt tartó kereskedelmi szervezetekkel, mint a Kereskedő Céh és a Bankárklán.

### Az alaris prime-i hódítási kísérlet
Néhány évvel a Baljós árnyak cselekménye előtt a Szövetség megpróbálta elfoglalni a vuki anyabolygó egyik holdját, az Alaris I-et. A vukik végül kiűzték a betolakodókat. A harcban Qui-Gon Jinn is segítette őket.

### A nabooi konfliktus
A nabooi kormány, amelynek sem számottevő szállítóflottája, sem kereskedelmi tapasztalata nem volt, a Szövetség támogatását kérte a bolygó gazdag erőforrásainak kiaknázásához. Gunray azonban becsapta őket, jóval értékük alatti árat fizetett a kitermelt javakért, és hatalmas extraprofitra tett szert. Ezt idővel a nabooi emberek sejteni kezdték, ami megmérgezte az üzleti kapcsolatot.
A Szövetség befolyásának növekedése a Köztársaságban a Galaktikus Szenátus több tagját félelemmel töltötte el. A Naboo szenátora, Palpatine és mások kampányt kezdtek a nagyvállalatok hatalmának letörésére, ennek egyik ötletes megvalósulása volt az a szenátusi határozat (az Essential Chronology-tól eredő sorszámozás szerint a BR-0371 számú Határozat, Y.E. 32), amely megadóztatta a bolygóközi kereskedelmi utakat, ezáltal megnyirbálva a Szövetség által termelt profitot. A Szövetség vezetését ez felháborította, és tiltakozásul blokád alá vonták a Naboo-t. Félreeső volta, békés kultúrája, űrflottájának korlátozott volta és óriási nyersanyagkészletei miatt aligha találhattak volna ennél alkalmasabb célpontot a hódításhoz, azonkívül az sem mellékes, hogy a határozat legbefolyásosabb támogatójának, Palpatine-nak a szülőbolygója volt: a bolygó feletti uralmat megszerezve a Szövetség a törvényesség látszatát fenntartva, kilőhette volna a lovat Palpatine és határozata alól. Nute Gunray és helyettese, Rune Haako Darth Sidious Sith nagyúr parancsára lerohanták és megszállták a bolygót. Azonban a neimoidiánok alábecsülték a nabooiak stratégiai jártasságát: bár a katonai dominancia vitathatatlanul a hódítóké volt, egy kirobbant felkelés során a neimoidiai vezéreket csellel elfogták, és így a megszállás véget ért.
Gunraynak bíróság elé kellett állnia a megszállás miatt, az ügy végül a Legfelsőbb Bíróságra került, ahol 4 tárgyalás sem tudott dönteni. Az invázió értelmi szerzőjének tartott Gunray helytartó a pozícióját is megtarthatta, és a Szövetség a kereskedelmi jogait sem vesztette el, holott a nabooiak ezt várták. Mindössze egy, a várthoz képest meglehetősen erőtlen szenátusi határozat született kötelezte a Szövetségett droidhadseregének feloszlatására, amire nézve színleg történtek lépések, de csak  részlegesen valósult meg, és megindult az újraszervezése is. A nabooi inváziót ellenezve a két nem-neimoidiai alapító faj (a caariták, és ösztönzésükre, a filordiak is), valamint a Kuat ipari központ több vállalata elhagyta a Szövetséget.

### A Klónháború
Látva, hogy a Szövetség hadereje önmagában nem veheti fel a harcot a Köztársasággal, Gunray, Darth Sidious és még több befolyásos vállalatvezető és államfő megalapították a Független Rendszerek Konföderációját (CIS). Kitört a klónháború. A Köztársaság gyengítése vagy megszüntetése, amely eddig, törvényeivel és hatóságaival a Szövetség kapzsiságának legfontosabb akadálya volt, érdekében állt a vezetőknek. A teljesen szabaddá és adómentessé váló kereskedelem és a gyenge világok leigázásának lehetősége a még nagyobb profit reményét nyújtotta. Valójában az egész háború Sidious nagyúr műve volt. Ő irányította mind a Köztársaságot – Palpatine Főkancellárként, mind a CIS-t – Darth Sidious néven, és célja az abszolút egyszemélyi hatalom megszerzése volt.
A szervezet ugyan deklarálta semlegességét a háborúban, Lott Dod kereskedelmi szövetségi szenátor pedig a pantorai blokáddal kapcsolatos szenátusi viták során a szervezet nevében elhatárolódott a Gunraytől, különutas szélsőségesnek nevezve a helytartót. Titokban viszont a Szövetség  pénzügyi és hadi támogatást nyújtott a CIS-nek, a Konföderáció flottájának jelentős részét tették ki Szövetségi hajók (bár Dodd azzal védekezett volna, hogy ezeket a Konföderáció teljesen törvényesen vásárolta a Szövetségtől)
A háború, bár a Galaxis legbefolyásosabb nagyvállalatai álltak mögötte, összességében mégis rosszul alakult CIS számára, és az elvesztett coruscanti űrcsata után folyamatos visszavonulással járt. A Szövetség olyan fontos világokat vesztett el, mint a Geonosis, Cato Neimoidia, vagy Neimoidia, a neimoidián anyabolygó. A CIS összes fontos anyavilága (Neimoidia, Felucia, Mygeeto és mások) a klónkatonák ostroma, végül pedig birodalmi megszállás alá került.
Sidious nemcsak saját rendjének, a Sitheknek egykori számos vereségét okozó Köztársaságot és őrzőit, a Jediket gyűlölte, de megvetette és lenézte a neimoidiaiakat is. Mihelyt sikerült kikiáltania az abszolút uralmát jelentő Galaktikus Birodalom megalakulását, amelynek első és egyetlen Uralkodója lett, mind a Köztársaság haderejét vezető Jediket (66-os parancs), mind a Kereskedelmi Szövetség vezetését és a CIS vezérkarának más tagjait is legyilkoltatta. Így halt meg Nute Gunray is a távoli Mustafar bolygó egyik bunkerében, Sidious tanítványának, Darth Vadernek a kezétől, aki fénykardjával leszúrta.

### A szervezet megszűnése
A Kereskedelmi Szövetséget az Uralkodó megszüntette (Y.E. 19.), erőforrásait a Birodalom megerősítéséhez használta fel. Utolsó helytartója a Star Wars Insider (a filmsorozat hivatalos rajongói klubja számára készített magazin) szerint egy Sentepeth Findos nevű neimoidián volt, akire a Birodalom rákényszerítette a feloszlatási egyezmény aláírását. A Szövetség székhelyvilágai birodalmi ember-moffok irányítása alá kerültek, mint pl. a Cato Neimoidián uralkodó Merillion Tarko báró (The Force Unleashed).   Ezután történtek még próbálkozások a szervezet – illegális – felélesztésére (jelentősebb volt pl. a Vooroo-féle felkelőmozgalom, amelynek központja az Enarc és az Eriadu volt), ezeket azonban a Birodalom fegyverrel törte le. A szervezet maradéka ezután csatlakozott Mon Mothma felkelőmozgalmához.

## Haderő
(Az alábbi adatok elsősorban a Klónháborúk időszakára vonatkoznak)

### Szárazföldi egységek
A Szövetség szárazföldi haderejének alapját az önmagukban meglehetősen gyenge harcértékű B1-es harci droidok alkották (ezek a fejlettebb, intelligensebb, de drágább harci OOM-droidok alacsonyabbrendű változatai voltak, a gyakran (pl. a naboo-i csatában) önálló aggyal sem ellátott B1-esek fölött általában OOM-ek parancsnokoltak). Ez azonban nem minden. A B1-es droidokat a Baktoid és más fegyvergyárak által készített olyan rendkívül modern és erős járművek támogatták, mint a STAP, az AAT-tank és az MTT csapatszállító, valamint olyan harci droidok, mint a személyi pajzzsal védett nagy tűzerejű rombolódroid (droidika) – igaz, ezek drága voltuk miatt kisebb számban készültek, és elsősorban a neimoidián vezetők testőreiként szolgáltak. Bolygófelszíni csatákban a Szövetség akár összevont köztársasági hadseregekkel is felvehette a harcot szárazon, vízen és levegőben is. A Szövetség képes volt felbérelni továbbá a Galaxis legjobb fejvadászait (Aurra Singh, Jango Fett), akik az ellenfeleik likvidálásának nagymesterei voltak.

### Űrflotta
A Szövetség hadihajói – közülük a legnagyobbak és legfontosabbak a megkezdett amerikai fánk (toroid) alakú Lucrehulk típusú csatahajók (az egyik legnagyobb hajótípus a Star Wars filmekben a maga több mint 3 kilométeres átmérőjével) – gyengébbek voltak, ezek többsége tulajdonképpen csupán felfegyverzett civil hajó volt. A helyi konfliktusokban (egy gyengébb bolygó megszállása) és a kalózok ellen jó szolgálatott tettek, de nagy űrháborúkra vagy a vukikéhoz hasonló fejlett és katonailag erős civilizációkkal való harcra nem voltak túlzottan  alkalmasak.
Ez már a nabooi űrcsatában is megmutatkozott: néhány századnyi nabooi N-1-es vadászgép hatékonyan felvette velük a harcot, és elpusztította a vezérhajót.
A Szövetség űrvadászai – a keselyűdroidok és a háromszárnyú űrvadászok –  viszont a szárazföldi tankokhoz hasonlóan igen modernek és nagy harcértékűek voltak, és elég nagy számban rendelkezésre álltak.

### Haderő a klónháborúk alatt
A klónháborúk alatt a Szövetség, illetve a szövetségi vezetők tovább modernizálták a hadseregüket, kiegészítve azt Munificient-, Providence- és más osztályokba tartozó konföderációs cirkálókkal és rombolókkal, valamint a B1-eseknél értékesebb droidokkal (B2-esek, harci- és orgyilkos pókdroidok stb.). A Szövetség azonban kínosan ügyelt arra, hogy hivatalosan megkülönböztesse magát a Konföderációtól, és nyilvánosan általában letagadta, hogy egységei részt vennének a klónháborúban, így ezek a fegyverrendszerek hivatalosan a CIS, és nem a Szövetség kötelékébe számítanak.
Ez nem akadályozta Gunrayt, hogy magánüzenetekben a sajátjaként beszéljen róluk.

## Megjelenése

### Filmekben
- I. rész – Baljós árnyak: a film nagyrészt a nabooi konfliktusról szól.
- II. rész – A klónok támadása – főképp Gunray helytartó és aktuális jobbkeze, Gilramos Libkath / Rune Haako[10] jelenik meg, illetve számos szövetségi hajó, melyek a Geonosison vesztegelnek.
- III. rész – A Sithek bosszúja – Csak Gunray szerepel néhány pár másodperces jelenetben.